# Mimosa panamensis
Mimosa panamensis là một loài thực vật có hoa trong họ Đậu. Loài này được (Benth.) Standl. miêu tả khoa học đầu tiên.